# الطغرائي
العميد فخر الكتاب مؤيد الدين أبو إسماعيل الحسين بن علي بن محمد بن عبد الصمد الدؤلي الكناني المعروف بالطُّغْرَائِيّ (455 - 513هـ/ 1061 - 1121م) شاعر، وأديب، ووزير، وكيميائي، من أشهر قصائده لامية العجم.

## مولده
ولد في أصفهان سنة (455 هـ) (1061 م) لأسرة عربية الأصل من أحفاد أبي الأسود الدؤلي الكناني وكني بالطُّغْرَائِيّ نسبة إلى من يكتب الطُّغْرَاء وهي الطرَّة التي تكتب في أعلى المناشير فوق البسملة بالقلم الجلي.

## مناصبه
برع في كتابة والشعر وترقت به الحال في خدمة سلاطين آل سلجوق إلى أن صار وزيرًا للسلطان مسعود بن محمد السلجوقي صاحب الموصل. ثم تولى وزارة ديوان الإنشاء وبلغ به الغاية في الجودة والإتقان، حتى إنه لم يكن يضاهيه في دولة بني سلجوق أحد حتى مقتله.

## أدبه
عرف الطغرائي شاعراً وأديباً بالدرجة الأولى، فقد بلغ بأدبه وشعره منزلة رفيعة ومكانة سامية بين معاصريه، وكانت قصائده تسير بها الركبان وتتناقلها الرواة، ولا أدل على ذلك من شهرة قصيدته التي عرفت بلامية العجم، التي لاقت شهرة واسعة، وحظيت باهتمام بالغ في تاريخ الأدب العربي، لفصاحتها وجزالة معانيها، يقول عنها الصفدي: «اما فصاحة لفظها فيسبق السامع إلى حفظها، واما انسجامها فيطوف منه بخمر الأنس جامعا، وأما معانيها فنزهة معانيها»، ولأهمية هذه القصيدة فقد تناولها العلماء قديماً وحديثاً بالشرح والبيان، حتى بلغ عددهم الثلاثين، من أشهرهم: أبو البقاء العكبري (ت 616هـ) في كتابه: «شرح لامية العجم»، وصلاح الدين الصفدي، في كتابه: «الغيث المسجم في شرح لامية العجم»، وكمال الدين الدميري (ت 808هـ) في كتابه: «المقصد الأتم في شرح لامية العجم»، كما شرحها محمد بن عمر الحضرمي (ت 930هـ) في كتابه: «نشر العلم في شرح لامية العجم»، وممن شرحها من المتأخرين، المناوي (ت 1335هـ) في كتابه:«تحفة الرائي للامية الطغرائي»، وأبو حامد البطاوري (ت 1355هـ) في كتابه: «شافيية الدُجم على لامية العجم».
وقد تميز شعر الطغرائي بالجودة والرقة والابداع في كثير من جوانبه وأغراضه، يبرز ذلك جلياً في مثل قوله يصف الشمس والقمر:
وله البيت الشهير على الألسن، من لامية العجم الذي صار مثلاً:
ويقول مفتخراً بعلمه وما حصَّله من معارف:

## علمه
برع الطغرائي في علم الكيمياء حتى عرف في كثير من المصنفات بلقب (الأستاذ)، وتكمن براعته في قدرته على فك رموز الكيمياء والكشف عن بعض أسراره. وقد بذل جهودا كثيرة في محاولة تحويل الفلزات الرخيصة من النحاس والرصاص إلى ذهب وفضة، وأفنى في سبيل ذلك جهدا ومالا كبيرين. وقد كتب الطغرائي عن هذه الصنعة (الكيمياء) وأجاز تحقيقها ولكنه بالغ في حكمة من يتوصل إلى الطريقة الصحيحة، فهو يتطلب ممن يمارس الصنعة أن يجيد الحكمة فكرا وعملا.
يقول الطغرائي في ذكر الصنعة ما نصه: «إن هذا العلم لما كان الغرض فيه الكتمان، وإلجاء الأذهان الصافية إلى الفكر الطويل، استعمل فيه جميع ما سمي عند حكمائهم مواضع مغلطة من استعمال الأسماء المشتركة والمترادفة والمشككة وأخذ فصل الشيء أو عرضه الخاص أو العام مكان الشيء، وحذف الأوساط المحتاج إلى ذكرها، وتبديل المعنى الواحد في الكلام الطويل، وإهمال شرائط التناقض في أكثر المواضيع حتى يحار الذهن في أقاويلهم المتناقضة الظواهر، وهي في الحقيقة غير متناقضة، لأن شرائط التناقض غير مستوفاة فيها، واستعمال القضايا مهملة غير محصورة وكثيرا ما تكون القضية الكلية المحصورة شخصية، فإذا جاء في كلامهم تصبغ أو تحل أو تعقد كل جسد فإنما هو جسد واحد وإذا قالوا إن لم يكن مركبنا من كل شيء لم يكن منه شيء فإنما هو شيء واحد.»
ولقد كتب الطغرائي عن هذه الصنعة (الكيمياء) وأجاد تحقيقها، ترك عددا من الكتب تبين نبوغه في مجال الكيمياء، وضمنها أهم النظريات العلمية المعروفة اليوم في الكيمياء، ومن أهمها كتاب جامع الأسرار، وكتاب تراكيب الأنوار، وكتاب حقائق الاستشهادات، وكتاب ذات الفوائد، وكتاب الرد على ابن سينا في إبطال الكيمياء، وكتاب مصابيح الحكمة ومفاتيح الرحمة.

## من مصنفاته في علم الكيمياء
- «جامع الأسرار وتركيب الأنوار في الإكسير»[15]
- «مفتاح الرحمة ومصابيح الحكمة في الكيمياء»[16]
- «حقائق الاستشهادات في الكيمياء»،
- «الرد على ابن سينا في الكيمياء»،
- «رسالة مارية بنت سابة الملكي القبطي في الكيمياء».

كما له قصيدة باللغة الفارسية، وشرحها باللغة العربية في صناعة الكيمياء.

## مقتله
وقعت بين السلطان مسعود السلجوقي وأخيه محمود نفرة وخلاف على الحكم وكانت الغلبة للسلطان محمود، فوقع الطغرائي في أسره، ورماه بالإلحاد بعضُ خصومه، وأفتى وزيره السميمري بقتله، فما كان من السلطان محمود السلجوقي إلا أن أصدر عليه حكم القتل لهذه التهمة، سنة 513 هـ/ 1121م، وقد جاوز الستين من العمر.

## وصلات خارجية
- بوابة الشعراء: ديوان الطغرائي